# Legio XII Fulminata
Legio XII Fulminata (Tolfte blixtlegionen) var en romersk legion, också känd som Paterna, Victrix, Antiqua, Certa Constans och Galliena. Den bildades av Julius Caesar år 58 f.Kr. och följde honom under galliska kriget fram till 49 f.Kr. Enheten fortsatte sedan med att bevaka övergången av Eufrat nära Melitene i början av 400-talet. Legionens emblem var en åskvigg.